# Fernando Rey
Fernando Casado Arambillet, ismertebb nevén Fernando Rey (A Coruña, 1917. szeptember 20. – Madrid, 1994. március 9.) Goya-díjas spanyol film-, színházi és televíziós színész.
Mind Európában, mind az Egyesült Államokban sikeres karriert futott be. Legismertebb szerepei a Luis Buñuel rendezte Tristana (1970), A burzsoázia diszkrét bája (1972), A vágy titokzatos tárgya (1977), valamint a Francia kapcsolat (1971) és a Francia kapcsolat II. (1975).
Philip D'Antoni szerint ő „az utolsó ilyen joviális és udvarias srác”. 50 évesen volt karrierje csúcspontján: „Nagyon sajnálom, hogy csak ilyen későn futottam be – nyilatkozta a Los Angeles Timesnak. – Talán jobb lett volna, ha fiatalként érek be a pályára, mint például El Cordobés a bikaviadalban. Akkor előtted van az élet, hogy élvezd ezt az egészet.”

## Életrajz

### A kezdetek
Rey A Coruñában, Spanyolországban született, egy kapitány, Casado Veiga fiaként. Építészetet tanult, de a spanyol polgárháború megszakította egyetemi tanulmányait, ami később a színészethez vezette. 
1936-ban indult be színészi pályafutása. Ekkor választotta művésznévként a Fernando Reyt. Keresztnevét megtartotta, de anyja második vezetéknevét, a Reyt vette föl, annak rövidsége miatt (a ’rey’ spanyolul ’király’). 
1944-ben alakította első jelentősebb szerepét, Jacobo Fitz-James Stuartot, Alba 15. hercegét a José López Rubio regényéből készült Eugenia de Montijo című filmben, amely Alba herceg sógornőjének, Eugénia francia császárnénak életét dolgozta fel. Négy évvel később, 1948-ban I. „Szép” Fülöp spanyol királyt alakította a mozivásznon Juan de Orduña rendező Barátok és szerelmek (Locura de amor) című filmdrámájában.
Ezekkel a szerepekkel sikerült országos hírnevet szereznie. Összesen mintegy kétszáz filmben játszott. Rey nemcsak profi színész, hanem kiváló szinkronszínész is volt. Hangját intenzívnek és erősen hatónak tartották, épp ezért rengeteg szinkronszerepet kapott. Többek között ő volt a Luis García Berlanga által alkotott Isten hozta, Mr. Marshall! (1953) című film narrátora. De Ladislao Vajda Marcelino, kenyér és bor című 1955-ös filmjében és még az 1992-es megújított változatában is a cselekmény elbeszélője.
Ragyogó alakítása továbbá a demotivált és kétes színész, Juan Antonio Bardem szerepe a Komikusokban (1954). Érdekesség, hogy miközben a film nagy siker lett, paradox módon, mivel magát a szerep valódi inkarnációjának látta, szakmai depresszióba esett, amelyből csak akkor szakadt ki, amikor néhány évvel később megismerkedett Luis Buñuellel. Rövid időn belül azonban újabb nehéz szakasz elé ért a karrierjében, ugyanis Buñuel egy nyugtalanító, nyilvános megjegyzést tett Rey teljesítményét illetően egy másik Bardem-film, a Szonáta (1959) kapcsán: „Imádom, ahogy ez a színész egy hullát játszik”, s ez a kijelentés rányomta bélyegét Rey későbbi pályafutására. Mindezek ellenére végül Rey lett Buñuel kedvenc színésze és legközelebbi barátja.

### Nemzetközi karrier
Rey első nemzetközi alakítása a A holdfény ékszerészei (Les bijoutiers du clair de lune) volt, egy 1958-as francia–olasz film, melyet Roger Vadim rendezett. Ray kiváló színészekkel dolgozhatott együtt, ugyanis Stephen Boyd, Marina Vlady és Brigitte Bardot is szerepet vállalt a filmben. Korábban egy amerikai televíziós sorozatban is játszhatott. A történet Spanyolországban játszódik, egy ott működő magándetektív kizsákmányolásának történetét mutatja be, aki segíti a bajba jutott amerikai turistákat. 
1959-ben Rey együtt szerepelt Steve Reevesszel az olasz Kard és szandál (Pemplum), Christine Kaufmann-nal a Pompei utolsó napjai (The Last Days of Pompeii) című filmben. 
1961-ben Rey játszott egy spagettiwesternben, a The Savage Gunsban, és amikor a műfaj népszerűsége az évtized folyamán növekedett, megjelent más filmekben is, köztük a The Power of Power (1969) politikai, a bizarr kultuszklasszikus Compañeros című filmben és két folytatásban, A hét mesterlövész, nevezetesen A hét visszatérése (1966) és A csodálatos hét fegyverei(1969). 
Az 1960-as és 1970-es években Orson Wellesszel és Luis Buñuellel végzett munkája tette Reyt nemzetközileg kiemelkedővé; az első úgymond „nemzetközi spanyol színész” lett. Rey szerepelt Buñuel Viridiana (1961), Tristana (1970) és A burzsoázia diszkrét bája (Le charme discret de la burzsoázia) című, 1972-es filmben is (az utóbbi, eléggé szürreális film az, amely megkapta az 1972-es Oscar-díj a legjobb idegen nyelvű film díját). Wellesszel végül két filmben dolgozott együtt Rey, a Falstaffban (1966) és a Halhatatlan történetben (1968). 
Rey emlékezetesen játszotta a francia bűnözőt, Alain Charnier-t is William Friedkin Francia kapcsolat (1971) című filmjében. Kezdetben azonban Friedkin szándéka szerint Francisco Rabal lett volna Charnier, akinek az alakítása tetszett neki Luis Buñuel A nap szépe (Belle de jour) című filmjében, viszont a nevére nem emlékezett, csak arra, hogy egy spanyol színész, aki Buñuellel dolgozott együtt. Így egy félreértés miatt Rey repült el New Yorkba, hogy Friedkinnel találkozzon. Amikor megjelent, a rendező meglepődött, és az sem szólt mellette, hogy nem beszélt jól sem angolul, sem franciául, azonban mivel Rabal semmennyire nem beszélte e két nyelvet, és egyéb szempontból Rey meggyőző volt, így ennek ellenére is megkapta a szerepet, és játszhatott a kevésbé sikeres folytatásban, a Francia kapcsolat II.-ben (1975) is. 
Az 1970-es és 1980-as években Rey számos nemzetközi produkcióban játszott. Többek között: Lewis Gilbert - Kalandorok (1970), Mauro Bolognini - Dráma a gazdagokról (1974), Vincente Minnelli - Az idő kérdése (1976), Valerio Zurlini - A tatárok sivataga (1976), Robert Altman - Quintet (1979), J. Lee Thompson - Caboblanco (1980) és Frank Perry - Monsignor (1982). Rey egyik legnagyobb sikere ezekben az években az Elisa, vida mía volt, egy 1977-es spanyol filmdráma, amelyet Carlos Saura írt és rendezett. 
Stuart Rosenberg Az átkozott út című filmjében (1976) végzett munkájáról Rey egyszer kijelentette: „Brúzi [kubai] elnököt játszottam. Nagyon sok pénzt fizettek nekem a kevesebb mint hatórás forgatásért a barcelonai tőzsde épületében James Masonnal. Több pénzt kaptam, mint Orson Wellesnél, aki nagy szerepet játszott.”

### Visszatérés Spanyolországba
Az ezt követő időszakban Rey inkább a Spanyolországban dolgozott, olyan sikerekkel, mint Francisco Regueiro Padre Nuestro (1985) filmje vagy José Luis Cuerda El bosque animadoja (1987) és Jaime de Armiñán Al második lado del túnelje (1992), valamint Don Quijote fölelevenítésében, visszatérésében is nagy szerepet vállalt. Ezen felül sorozatokban is szerepelt, amelyek a Spanyolországi Nemzeti TV adásában futottak. 
Utolsó szerepe a képernyőn egy spanyol fekete komédiában, az El cianuro...-ban volt 1994-ben. 

### Díjak, kitüntetések
1971-ben Fernando Rey elnyerte a legjobb színésznek járó díjat a San Sebastián-i Nemzetközi Filmfesztiválon a Rafael Gil által rendezett La duda ban nyújtott alakításáért, amely a Viridiana és a Tristanahoz hasonlóan Benito Pérez Galdós regényén alapult. 
Rey és Buñuel együttműködésének másik sikere az, hogy A vágy titokzatos tárgyát 1977-ben Oscar-díjra jelölték a legjobb idegen nyelvű filmért. Ugyanebben a kategóriában egy Aranygömbre is jelölték, bár a film nem nyert. Rey hangját egyébként Michel Piccoli adta Franciaországban. 
A Lina Wertmüller által rendezett Hét szépséget (1975) szintén jelölték Oscar-díjra.  
A Világszép Pasqualino című, 1975-ös filmben Rey Pedro az anarchista szerepét játszotta, aki a filmben végül megöli magát, mert nem bírja a náci elnyomást.  
Rey elnyerte a legjobb színész díját az 1977-es Cannes-i Filmfesztiválon az Elisa vida míaban nyújtott alakításáért. 
1988-ban ismét elnyerte a legjobb színészi díjat a San Sebastián Nemzetközi Filmfesztiválon, ezúttal két filmben való alakítása miatt: a Francisco Regueiro által rendezett Otthon a világban (1988), valamint az Antonio Isasi-Isasmendi rendezte A bűn illata című filmje miatt.   
Fernando Rey elnyerte a Spanyol Filmművészeti és Tudományos Akadémia aranyérmét is.
1992-ben őt választották a Spanyol Tudományművészeti Akadémia elnökévé.

## Magánélete és halála
1960-ban Rey feleségül vette Mabel Karr argentin színésznőt. Egy fiuk született, aki a Fernando Casado Campolongo nevet kapta.  
1994. március 9-én halt meg hólyagdaganatban Madridban.
Felesége 2001. május 1-jén hunyt el. Fia 2018. szeptember 25-én erősítette meg a hírt, miszerint a halál okát egy, a tüdőben megjelent nyirokcsomó okozta. 

## Filmszerepei
- Fazendo Fitas (1935)
- Nuestra Natacha (1936)
- Los cuatro robinsones (1939)
- Leyenda rota (1940) as Extra (uncredited)
- El rey que rabió (1940) as Extra (uncredited)
- La Dolores (1940) as Extra (uncredited)
- La gitanilla (1940) as Extra (uncredited)
- ¡A mí no me mire usted! (1941) as Viajero (uncredited)
- Escuadrilla (1941) as Extra (uncredited)
- Eugenia de Montijo (1944) as Duque de Alba
- Thirsty Land (1945)
- Last Stand in the Philippines (1945) as Juan Chamizo
- Estaba escrito (1945)
- White Mission (1946) as Carlos
- The Prodigal Woman (1946) as José
- Don Quixote (1947) as Sansón Carrasco
- The Holy Queen (1947) as Infante Alfonso
- The Princess of the Ursines (1947) as Felipe V
- Fuenteovejuna (1947) as Frondoso
- La próxima vez que vivamos (1948) as Óscar Mulden
- Madness for Love (1948) as Felipe el Hermoso
- Mare Nostrum (1948) as Ulises / Capitán Ferragut
- Si te hubieses casado conmigo (1948) as Enrique Marín
- Sabela de Cambados (1949) as Narrator (voice, uncredited)
- Noche de Reyes (1949)
- Aventuras de Juan Lucas (1949) as Juan Lucas
- Agustina of Aragon (1950) as General Palafox / Lorenzo, el pastor
- Black Sky (1951) as Ángel López Veiga
- La trinca del aire (1951) (voice)
- Our Lady of Fatima (1951) as Lorenzo Duarte
- Devil's Roundup (1952) as Atracador
- La laguna negra (1952) as Miguel
- Les amants de Tolède (1953) (voice)
- Cabaret (1953) as Carlos Jiménez
- Welcome Mr. Marshall! (1953) as Narrador (voice)
- Airport (1953) as Fernando
- Crimen en el entreacto (1954)
- The Mayor of Zalamea (1954) as El Rey
- Rebellion (1954) as Capellán
- Comedians (1954) as Miguel Solís
- Miracle of Marcelino (1955) as Narrator Monk
- Billete para Tánger (1955) as Inspector
- La vida en un bloc (1956) (voice, uncredited)
- Una aventura de Gil Blas (1956) as Capitaine Rolando
- Playa prohibida (1956)
- Don Juan (1956) as Don Iñigo
- Calle Mayor (1956) as Federico Rivas (voice, uncredited)
- The Singer from Mexico (1956) as Cartoni - l'impresario (uncredited)
- Faustina (1957) as Valentín
- Horas de pánico (1957)
- Madrugada (1957) as Mauricio (voice, uncredited)
- Un marido de ida y vuelta (1957) as Paco
- Las últimas banderas (1957)
- El andén (1957) as Don Enrique
- The Night Heaven Fell (1958) as Tío (alternate version)
- La venganza (1958) as Escritor
- ¡Viva lo imposible! (1958) as Narrator (voice, uncredited)
- Parque de Madrid (1959) as Don Luis
- Sonatas (1959) as Capitán Casares
- The Last Days of Pompeii (1959) as Arbaces, High Priest of Isis
- Las dos y media... y veneno (1959) as Ramón
- Mission in Morocco (1959) as Princ Achmed
- La rana verde (1960) as Narrator (voice)
- Culpable (1960) as Mario
- Vida sin risas (1960)
- Don Lucio y el hermano pío (1960) as Señor Aguilar
- The Revolt of the Slaves (1960) as Valerio
- Teresa (1961) as Profesor Héctor de la Barrera
- Goliath Against the Giants (1961) as Bokan, i usurpario
- Viridiana (1961, directed by Luis Buñuel) as Don Jaime
- Fantasmas en la casa (1961) as Raimundo Rodríguez de Toledo
- Siempre es domingo (1961) as Juez Andonelli
- My Son, the Hero (1962) as Sumo Sacerdote / High Priest
- Tierra brutal (1962) as Don Hernán
- Face of Terror (1962) as Dr. Charles Taylor
- Rogelia (1962) as Máximo García
- El valle de las espadas (1963) as Ramiro II, rey de León
- The Running Man (1963) as Police Official
- Shéhérazade (1963)
- The Ceremony (1963) as Sanchez
- Az aranycsempész (Échappement libre) (1964); kikötő felügyelő
- El espontáneo (1964) as El Rico Pintor
- Los Palomos (1964) as Don Alberto
- Fin de semana (1964) as Entrevistador
- La nueva Cenicienta (1964) as Juan Echarre
- La hora incógnita (1964) as Sacerdote
- El señor de La Salle (1964) as Luis XIV
- Dulcinea del Toboso (1964)
- El Diablo también llora (1965) as Ramòn Quiroga
- Son of a Gunfighter (1965) as Don Pedro Fortuna
- Legacy of the Incas (1965) as President Castillo
- I grandi condottieri (1965) as Lo straniero / The Stranger - Angel of the Lord
- Two Mafiosi Against Goldfinger (1965) as Goldginger
- Espionage in Lisbon (1965) as Agent of the New World Organization
- El marqués (1965) as Publisher Ramos
- Chimes at Midnight (1965) as Worcester
- Cartes sur table (1966) as Sir Percy
- Zampo y yo (1966) as Luis 'Zampo'
- El Greco (1966, directed by Luciano Salce) as Felipe II
- Return of the Seven (1966) as Priest
- Navajo Joe (1966, directed by Sergio Corbucci) as Rev. Rattigan
- The Desperate Ones (1967) as Ibram
- Le vicomte règle ses comptes (1967) as Marco Demoygne
- Run Like a Thief (1967) as Col. Romero
- Cervantes (1967, directed by Vincent Sherman) as Philip II
- Love in Flight (1967) as Carlos Mª Saldiez
- The Immortal Story (1968, directed by Orson Welles) as Merchant telling Clay's history (uncredited)
- Villa Rides (1968) as Fuentes
- Guns of the Magnificent Seven (1969) as Quintero
- Un sudario a la medida (1969) as Marco Augusto
- The Price of Power (1969, directed by Tonino Valerii) as Pinkerton
- Land Raiders (1970) as Priest
- The Adventurers (1970, directed by Lewis Gilbert) as Jaime Xenos
- Tristana (1970, directed by Luis Buñuel) as Don Lope
- Aoom (1970)
- Chicas de club (1970) as Padrino Elisa
- La collera del vento (1970, directed by Mario Camus) as Don Antonio
- Compañeros (1970, directed by Sergio Corbucci) as Prof. Xantos
- Historia de una traición (1971) as Luis
- Cold Eyes of Fear (1971, directed by Enzo G. Castellari) as Judge Bedell
- A Town Called Bastard (1971, directed by Robert Parrish) as Old blind man
- The Light at the Edge of the World (1971, directed by Kevin Billington) as Captain Moriz
- The French Connection (1971, directed by William Friedkin) as Alain Charnier
- This Kind of Love (1972) as Giovanna's father
- Antony and Cleopatra (1972) as Lepidus
- The Two Faces of Fear (1972) as Inspector Nardi
- Bianco, rosso e... (1972, directed by Alberto Lattuada) as Jefe médico
- The Doubt (1972) as Don Rodrigo - Conde de Albrit
- The Discreet Charm of the Bourgeoisie (1972, directed by Luis Buñuel) as Don Rafael Acosta
- Tarot (1973) as Arthur
- High Crime (1973, directed by Enzo G. Castellari) as Cafiero
- One Way (1973) as Mr. David
- La Chute d'un corps (1973) as M. Nansoit
- White Fang (1973, directed by Lucio Fulci) as Father Oatley
- Pena de muerte (1974) as Oscar Bataille
- ¿... Y el prójimo? (1974) as Luis Ignacio
- Dites-le avec des fleurs (1974) as Jacques Berger
- Drama of the Rich (1974, directed by Mauro Bolognini) as Il professore Murri
- La Femme aux bottes rouges (1974, directed by Juan Luis Buñuel) as Perrot
- Corruzione al palazzo di giustizia (1975, directed by Marcello Aliprandi) as Judge Vanini
- French Connection II (1975, directed by John Frankenheimer) as Alain Charnier
- Seven Beauties (1975, directed by Lina Wertmüller) as Pedro the Anarchist Prisoner
- Illustrious Corpses (1976, directed by Francesco Rosi) as Security Minister
- Manuela (1976) as Don Ramón
- A Matter of Time (1976, directed by Vincente Minnelli) as Charles Van Maar
- The Desert of the Tartars (1976, directed by Valerio Zurlini) as Colonel Nathanson
- Voyage of the Damned (1976, directed by Stuart Rosenberg) as President Bru
- Striptease (1976) as Alfonso
- El segundo poder (1976) as Cardenal
- Jesus of Nazareth (TV miniseries) (1977, directed by Franco Zeffirelli) as Gaspar
- Elisa, vida mía (1977, directed by Carlos Saura) as Luis
- The Assignment (1977, directed by Mats Arehn) as Roberto Bidara
- Eyes Behind the Wall (1977) as Ivano
- That Obscure Object of Desire (1977, directed by Luis Buñuel) as Mathieu
- Le Dernier Amant romantique (1978) as Max
- Rebeldía (1978) as Don Luis
- Traffic Jam (1979, directed by Luigi Comencini) as Carlo
- Quintet (1979, directed by Robert Altman) as Grigor
- Caboblanco (1980, directed by J. Lee Thompson) as Police Captain Terredo
- The Crime of Cuenca (1980) as Contreras
- Memorias de Leticia Valle (1980) as Don Fernando Valle
- The Lady of the Camellias (1981, directed by Mauro Bolognini) as Count Stackelberg
- Honey (1981) as Editor
- Chaste and Pure (1981, directed by Salvatore Samperi) as Antonio Di Maggio
- Trágala, perro (1981) as Juez
- Cercasi Gesù (1982) as Don Filippo
- A Estrangeira (1982) as André
- Monsignor (1982, directed by Frank Perry) as Santoni
- Bearn o la sala de las muñecas (1983) as Don Antonio
- The Hit (1984, directed by Stephen Frears) as Senior Policeman
- A Strange Passion (1984) as Piacchi
- A.D. (1985, directed by Stuart Cooper) as Seneca
- Black Arrow (1985, directed by John Hough) as Warwick
- Padre nuestro (1985) as Cardenal
- Rustlers' Rhapsody (1985, directed by Hugh Wilson) as Railroad Colonel
- The Knight of the Dragon (1985, directed by Fernando Colomo) as Fray Lupo
- Saving Grace (1986, directed by Robert M. Young) as Cardinal Stefano Biondi
- Elogio della pazzia (1986)
- Commando Mengele (1987) as Ohmei Felsberg
- Hôtel du Paradis (1987, directed by Jana Boková) as Joseph
- Mi general (1987) as Director Almirante
- El bosque animado (1987, directed by José Luis Cuerda) as Sr. D'Abondo
- The Tunnel (1988) as Allende
- Pasodoble (1988) as Don Nuño
- Moon over Parador (1988, directed by Paul Mazursky) as Alejandro
- Diario de invierno (1988) as Padre
- El aire de un crimen (1988) as Fayón
- Esmeralda Bay (1989) as Ramos
- Naked Tango (1990, directed by Leonard Schrader) as Juez Torres
- Breath of Life (1990, directed by Beppe Cino) as Gran Magno
- La batalla de los Tres Reyes (1990) as Papa Pablo V
- Don Quixote (1992) as Closing Scene Narrator (voice, uncredited)
- 1492: Conquest of Paradise (1992, directed by Ridley Scott) as Marchena
- Después del sueño (1992) as Ramiro Lanza
- La marrana (1992) as Fray Juan
- L'Atlantide (1992, directed by Bob Swaim) as Father Mauritius
- Madregilda (1993) as Padre de Franco
- On the Far Side of the Tunnel (1994, directed by Jaime de Armiñán) as Miguel
- El cianuro... ¿solo o con leche? (1994) as Gregorio (final film role)

## Fordítás
- Ez a szócikk részben vagy egészben  a   Fernando Rey című angol Wikipédia-szócikk ezen változatának fordításán alapul.  Az eredeti cikk szerkesztőit annak laptörténete sorolja fel. Ez a jelzés csupán a megfogalmazás eredetét és a szerzői jogokat jelzi, nem szolgál a cikkben szereplő információk forrásmegjelöléseként.